# Vila Verde (Alijó)
Vila Verde is een plaats (freguesia) in de Portugese gemeente Alijó en telt 844 inwoners (2001).